# Jetan
Jetan, ook bekend als Martiaans schaak, is een schaakvariant bedacht door Edgar Rice Burroughs dat voor het eerst beschreven wordt in The Chessmen of Mars, het vijfde deel van Burroughs Barsoom-serie.
Het jetan-schaakbord bestaat uit tien bij tien oranje en zwarte velden waarbij de twee spelers elk met twintig stukken beginnen. Deze stukken vertegenwoordigen Martiaanse wezens en objecten met hun eigen karakteristieken, waarmee men probeert het spel te winnen door het veroveren van de Prinses of Chief van de tegenstander.

## Geschiedenis

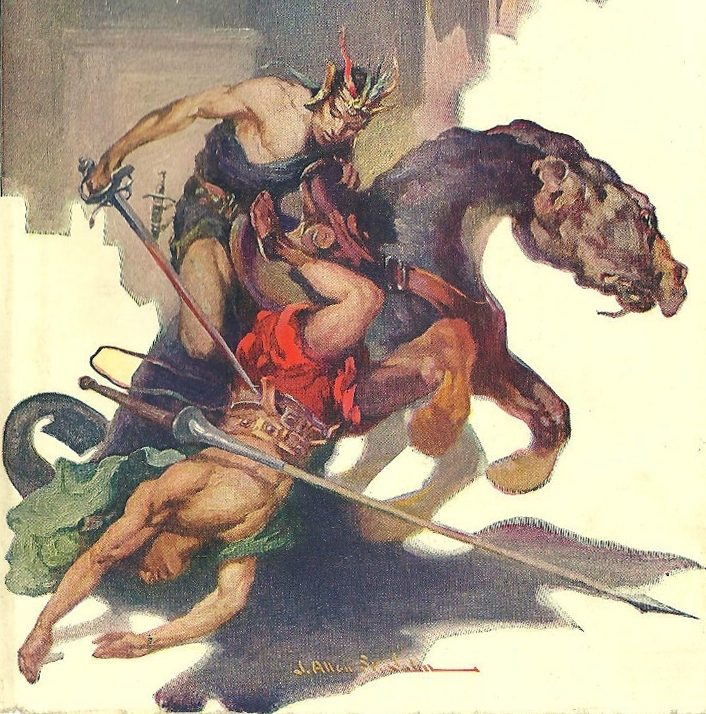
Een scene uit The Chessmen of Mars waarbij een huurling een krijger op een thoat overmeestert

Burroughs was een fan van het schaakspel, en bedacht mede daarom een Martiaanse variant van dit spel genaamd Jetan. In The Chessmen of Mars wordt een gedetailleerde beschrijving gegeven hoe Jetan gespeeld wordt. In dat verhaal wordt tevens een lokale variant van het spel als levendschaak gespeeld, waarbij het niet zelden om leven en dood gaat.
Het verhaal heeft veel lezers geïnspireerd tot het maken van hun eigen jetanspel. Nog in hetzelfde jaar dat Burroughs boek uitkwam, ontving hij een brief van Elston B. Sweet, een man die een gevangenisstraf uitzat. Hij en een medegevangene hadden op basis van de omschrijving in The Chessmen of Mars zelf een jetanbord en bijbehorende stukken in elkaar  geknutseld, en het spel was nadien snel populair geworden onder de gevangenen. In zijn antwoord schreef Burroughs dat Sweets versie de eerste echt bestaande versie van jetan was.
John Collon, auteur van Chess Variations: Ancient, Regional, and modern (1968), reproduceerde eveneens het jetanspel en speelde het volgens Burroughs oorspronkele regels. Het spel bleek speelbaar en plezierig te zijn.
Precies een eeuw nadat Jetan in Burroughs roman aan de wereld gepresenteerd werd, is Fredrick Ekmans Jetan: The Martian Chess of Edgar Rice Burroughs (2022) uitgekomen, het eerste boek dat exclusief over deze moderne doch inmiddels historische schaakvariant gaat.

## Beschrijving stukken en spelregels

Een jetanbord met op de eerste rij aan beide zijden vlnr: Warrior, Padwar, Dwar, Flier, Chief, Princess, Flier, Dwar, Padwar, Warrior; en op de tweede rij: Thoat, 8 panthans, Thoat

Jetan wordt gespeeld op een bord van 100 zwarte en oranje velden. Elke speler heeft 20 stukken tot zijn beschikking, figuren die aan Burroughs marsiaanse fantasiewereld ontsproten zijn: 1 Chief, 1 Princess, twee Fliers (luchtschepen); twee Dwars (kapiteins); twee Padwars (luitenants); twee Warriors; twee Thoats (cavalerie); en acht Panthans (huurlingen).
De stukken bewegen als volgt:
- De Chief: drie stappen in elke gewenste richting, combinaties toegestaan (bijvoorbeeld 2 horizontaal + 1 diagonaal). Mag alleen een vijandig stuk slaan bij de derde stap.
- De Princess: drie stappen in elke gewenste richting, combinaties toegestaan. Kan geen stukken slaan, maar mag wel over stukken heen springen. Kan eenmaal per spel een speciale zet doen genaamd “de ontsnapping”, waarbij ze naar een willekeurig vrij vakje op het bord mag worden verplaatst.
- De Flier: drie stappen diagonaal. Kan over stukken heen springen.
- De Dwar: drie stappen horizontaal of verticaal, of een combinatie van die twee.
- De Padwar: twee stappen diagonaal in elke richting, combinaties ook mogelijk.
- De Warrior: twee stappen horizontaal of verticaal, of een combinatie daarvan.
- De Thoat: beweegt volgens een combinatie van 1 stap diagonaal + 1 stap horizontaal/verticaal. Kan over andere stukken springen.
- De Panthan: 1 stap horizontaal, verticaal of diagonaal. Mag als enige stuk in het spel niet achteruit lopen; alleen voorwaarts of opzij.

Een spel is afgelopen indien de Chief van een speler de Chief van de tegenspeler slaat, of als de prinses geslagen wordt. Het is remise wanneer de chief door een ander stuk dan de vijandige chief geslagen wordt.